# Everard van Bronkhorst
Everard van Bronkhorst, ook Everhard van Bronckhorst, (Deventer, 27 maart 1554 - Leiden, 27 mei 1627) was een Nederlands hoogleraar en rechtsgeleerde.

## Levensloop
Van Bronkhorst was de zoon van de Nederlandse wiskundige en hoogleraar Johannes Noviomagus van Bronkhorst en Clara de Coster. Aan de Latijnse School in zijn geboortestad Deventer, waar zijn vader rector was, heeft hij zijn eerste opleiding genoten. Nadat zijn vader het gereformeerde geloof had aangenomen vluchtte de familie in 1569 naar Keulen. Aan de Universiteit van Keulen voltooide van Bronkhorst zijn eerste rechtenstudie. Hij vervolgde deze studie op 16 april 1577 aan de Universiteit van Marburg, in het wintersemester 1577 aan de Universiteit van Erfurt en in oktober 1578 aan de Universiteit van Wittenberg. Hij volgde lezingen bij Valentin Forster, Nicolaus Vigelius (1529-1600) en Matthias Wesenbeck.
Vandaar ging hij naar de Universiteit van Basel, waar hij colleges bijwoonde van Samuel Grynaeus (1539-1599) en Franz Hottomann (1524-1590) en promoveerde op 17 augustus 1579 tot doctor in de rechten. Daarna bracht hij een jaar door als docent in Wittenberg en vanaf 1581 twee jaar als professor in Erfurt. Daarna keerde hij in 1583 terug naar Deventer, waar hij zitting had gemeenteraad en in 1586 burgemeester werd. Nadat hij in 1587 aan de Spanjaarden was verraden, moest hij naar Leiden vluchten voor de troepen van de hertog van Alva. Hier werd hij aangesteld als opvolger van Hugo Donellus en hield op 10 juli 1587 zijn inaugurale rede de studio juris recte instituendo.
Zijn naam trok een groot aantal buitenlandse studenten naar Leiden. In 1597 werd geprobeerd hem te winnen voor de Universiteit van Franeker, maar hij bleef in Leiden, waar hij het onderwijs aan zijn studenten ondersteunde met een veelheid aan wetenschappelijke debatten. Nadat hij meerdere keren op de nominatielijst stond, kreeg hij in 1604 in Leiden de eervolle taak van rector magnificus. Vanaf 1620 kreeg hij steeds meer last van gezondheidsbeperkingen en verviel daarbij in zwaarmoedigheid waardoor hij zijn werk alleen nog als honorary professor kon uitvoeren. In 1621 moest hij zijn activiteiten helemaal staken. Zijn laatste jaren wijdde hij aan oude literatuur en geschiedenis. Na zijn overlijden werd de lijkrede gehouden door Petrus Cunaeus (1586-1638). Bronkhorst heeft geen speciale rechtsschool gesticht. Zijn belangrijkste leerlingen waren Cornelius Paulinus Swanenburg (1574-1630) en Cornelis van Pijnacker (1570-1645).

## Familie
Everard van Bronkhorst was een zoon van Johannes Noviomagus van Bronkhorst, die voor en na Everards schooltijd rector was aan de Latijnse School te Deventer. Everard trouwde met Adelheid van Middelburg, de dochter van de burgemeester van Zwolle, Gerard van Middelburg. Het huwelijk heeft meerdere kinderen voortgebracht. Zijn zoon Gerhard promoveerde als jurist en werd advocaat. Daarnaast is zijn zoon Johannes bekend.

## Werken
Onder meer:
- Ἐναντιοφανῶν Centuriae duae, juxta seriem Pandectarum dispositae, et Concilationibus earundem (Leiden 1595) met Centuria III et IV (Hannover 1607) en gezamenlijk onder de titel de Privilegiis studiosorum (Harderwijk 1653)
- Controversiarum Juris, centuriae duae (Leiden 1602, 1610; Hannover 1615)
- Ἐναντιοφανῶν Centuriae sex, et Conciliationes earundem; ab ipso Authore recognitae et amplius quam tertia parte auctae et locupletatae; accessit brevis tractatus de Privilegiis Studiosorum. Professorum et Doctorum, eodem Authore. (Leiden 1621) editio nova prioribus emendatior, cui accedit Viri Clarissimi Petri Cunaei Oratio funebris de vita et morte Auctoris (Frankfurt 1695)
- In Titulum Digestorum de diversis Regulis Juris antiqui Enarrationes (Frankfurt 1607, Amsterdam 1686)
- Methodus Feudorum, cui adjectae sunt Orationes duae, una de studio Juris instituendo, altera de laudibus Juris prudentiae (Leiden 1613 online, Utrecht 1652, Amsterdam 1695)
- Aphorismi Politici et Militares ex diversis Authoribus Graecis et Latinis per Lambertum Danaeum collecti, ab Everhardo Bronckhorst exemplis illustrati (Leiden 1623) als Quibus in hac Editione accessere sexcenta fere alia ex recentioribus Historiographis Germanis, Gallis etc. excerpta (Leiden 1638)